# Greenville (Delaware)
Pour les articles homonymes, voir Greenville.
Greenville est une census-designated place située dans le comté de New Castle, dans l’État du Delaware. En 2010, sa population est de 2 326 habitants.
La communauté abrite la résidence privée de Joe Biden, l’actuel président des États-Unis, et des descendants de la famille Du Pont.

## Démographie
| 2000  | 2010  | - | - | - | - |
| ----- | ----- | - | - | - | - |
| 2 332 | 2 326 | - | - | - | - |

## Source de la traduction
- (en) Cet article est partiellement ou en totalité issu de l’article de Wikipédia en anglais intitulé « Greenville, Delaware » (voir la liste des auteurs).